# Waterford (Kalifornia)
Waterford város az USA Kalifornia államában, Stanislaus megyében. Lakosainak száma 9120 fő (2020. április 1.).

## Népesség
A település népességének változása:
| Lakosok száma | 6924 | 8456 | 9120 |
|               | 2000 | 2010 | 2020 |